# TV2 (Ungheria)
TV2 è una delle emittenti televisive commerciali più grandi e seguite dell'Ungheria, fondata nel 1997.

## Storia
TV2 ha iniziato a trasmettere il 4 ottobre 1997, appena tre giorni prima del lancio di RTL, diventando così la prima stazione televisiva commerciale ungherese. Nel corso degli anni il numero di canali e programmi è costantemente aumentato, tanto che oggi il portafoglio del Gruppo TV2 comprende canali tematici oltre a numerosi programmi autoprodotti.

## Altri canali del Gruppo TV2
Ungheria
- TV2
- Super TV2
- TV2 Klub
- TV2 Comedy
- TV2 Séf
- TV2 Kids
- PRIME
- Spíler 1 TV
- Spíler 2 TV
- Mozi+
- Moziverzum
- Izaura TV
- Zenebutik
- Jocky TV

Slovenia
- Planet TV[3]
- Planet 2
- Planet EVA

## TV2 Play
Il servizio di streaming di TV2, TV2 Play, è stato lanciato nel 2021. Sull'interfaccia gratuita sono disponibili molte delle produzioni proprie della compagnia televisiva, film ungheresi e internazionali, nonché contenuti aggiuntivi per i programmi attuali. Il vantaggio del sito è che è facile navigare tra i contenuti video, i video che stai cercando possono essere trovati con un solo clic e, grazie al motore di raccomandazione, il sistema consiglia contenuti particolarmente interessanti per l'utente in questione.